# Thorsten Alsterlund
Thorsten Magnus Günther Alsterlund, född den 25 februari 1874 i Lövångers församling, Västerbottens län, död den 8 mars 1928 i Borås, var en svensk militär. Han var son till Magnus Alsterlund och far till Curt Alsterlund.
Alsterlund blev underlöjtnant vid Norrbottens regemente 1895, löjtnant  1897, kapten där 1906 och major där 1917. Han befordrades till överstelöjtnant vid Älvsborgs regemente 1923. Alsterlund blev riddare av Svärdsorden 1916. Han var gift med Eva Bergman (1879–1956), dotter till Carl Gustaf Bergman. Makarna Alsterlund vilar på Norra begravningsplatsen utanför Stockholm.